# Macierz sprzężona
Macierz sprzężona do macierzy {\displaystyle A} – macierz oznaczana {\displaystyle {\overline {A}},} której każdy element jest liczbą sprzężoną do odpowiadającego mu elementu macierzy {\displaystyle A.}

## Definicja formalna
Sprzężeniem macierzy nazywamy odwzorowanie
{\displaystyle {\overline {\;\cdot \;}}:M_{n\times m}(\mathbb {C} )\to M_{n\times m}(\mathbb {C} )}
takie, że dla danej macierzy {\displaystyle A} zachodzi
{\displaystyle A=(a_{ij})\mapsto {\overline {A}}=({\overline {a_{ij}}}).}

## Przykład
{\displaystyle A={\begin{bmatrix}2+3i&1-2i&-1+2i\\0&-2&3+2i\\-i&2-i&2+i\end{bmatrix}}\mapsto {\overline {A}}={\begin{bmatrix}2-3i&1+2i&-1-2i\\0&-2&3-2i\\i&2+i&2-i\end{bmatrix}}}

## Własności
Zachodzą następujące własności:
- {\displaystyle A,B\in M_{n\times m}(\mathbb {C} )\implies {\overline {A+B}}={\overline {A}}+{\overline {B}}}
- {\displaystyle a\in \mathbb {C} \implies {\overline {a\cdot A}}={\overline {a}}\cdot {\overline {A}}}
- {\displaystyle A\in M_{n\times m}(\mathbb {C} )\land B\in M_{m\times p}(\mathbb {C} )\implies {\overline {A\cdot B}}={\overline {A}}\cdot {\overline {B}}}
- {\displaystyle {\overline {A}}^{-1}={\overline {A^{-1}}}} dla macierzy odwracalnej {\displaystyle A}
- {\displaystyle A\in M_{n\times m}(\mathbb {R} )\implies {\overline {A}}=A}
- {\displaystyle \det {\overline {A}}={\overline {\det A}}} dla {\displaystyle A\in M_{n\times n}(\mathbb {C} )}